# Presa (cinema)
Una presa és una actuació enregistrada de forma continuada. El terme s'utilitza en cinema i música per marcar i per seguir les etapes de producció.
La presa o take és també cada un dels fragments en què es divideix el diàleg d'una pel·lícula o sèrie perquè els actors de doblatge puguin realitzar el seu treball amb major facilitat. Aquests visualitzen cada fragment separadament per memoritzar i/o anotar les pauses, intencions i gests sonors que es produeixin utilitzant un text que ha passat un procés de traducció i ajust.
A Espanya, el take és també la unitat per calcular la remuneració de l'actor o actriu de doblatge, que cobrarà una quantitat fixa per sessió o "convocatòria" més una determinada quantitat en funció del nombre de takes que realitzi.
En moltes ocasions, els diferents actors i actrius que participen en un take, graven els seus diàlegs separadament per qüestions de qualitat tècnica, fins i tot encara que hagin assajat conjuntament. Així, les mescles i ajusts de volum són més fàcils de controlar.

## Cinema
En cinematografia, una presa es refereix a cada "versió" gravada d'una particular filmació. Les preses de cada filmació són numerades generalment començant amb "presa u" i el número de cada successiva presa s'incrementa (amb el director que diu "presa dos " o "presa divuit ") fins que la filmació es completi.
Una presa u  es dona quan l'escena sencera està filmada satisfactòriament al primer intent, ja sigui per necessitat (per exemple, amb certs efectes especials cars) o per feliç accident.

Claqueta

Les preses d'una pel·lícula sovint són marcades amb l'ajut d'una claqueta. També hom ho designa com “la pissarra. El nombre de cada presa s'escriu o adjunta a la claqueta, que és gravada breument abans de o al començament de la presa real. Només les preses que són examinades pel personal de continuïtat i/o pel supervisor del guió són impreses i enviades al muntador de pel·lícula.
Outtakes o "outs" són preses o parts de preses que no surten a la pel·lícula. La major part del material (pel·lícula o digital) gravat per una pel·lícula no el converteix en la pel·lícula acabada. Múltiples preses de nombroses actuacions, són rodades des de diversos angles. És habitual gravar per sobre del milió de peus de pel·lícula i fer-ne servir deu mil peus al producte final.
Alguns directors de cinema són coneguts per fer servir llargues i ineditades preses. Rope d'Alfred Hitchcock és famosa per estar composta de nou preses ininterrompudes, cadascuna de quatre a deu minuts de llarg. Això exigia que els actors passessin per damunt de cables i suports de càmeres mentre filmaven, i els tramoistes per moure mobiliari i utilleria del pas de la càmera quan es movia per l'habitació. Un operador de càmera es va trencar un peu amb un suport de càmera durant una presa intensiva, i se’l va emmordassar i transportar fora de l'estudi mentre continuava la gravació. Els vuit minuts de gravació de l'inici de El joc de Hollywood inclou gent parlant de llargues preses d'altres pel·lícules.
Russian Ark d'Aleksandr Sokurov (2002) consta d'una única presa de 90 minuts, rodada en un format digital.  Timecode de Mike Figgis (2000) consta també d'una única presa de 90 minuts, per bé que amb 4 càmeres que filmaven simultàniament. A la pel·lícula acabada, els 4 angles de les càmeres es mostren simultàniament en una pantalla dividida, amb el so esvaint-se d'una a l'altra per captar l'atenció de l'audiència.

## Preses múltiples
Altres directors com Stanley Kubrick destaquen per demanar nombroses represes d'una mateix escena. Una vegada va demanar Shelley Duvall repetir una escena 127 vegades per a  The Shining. Durant el rodatge de Eyes Wide Shut, Kubrick va demanar fins a 97 preses a Tom Cruise que passava per una porta abans que estigués satisfet. Charlie Chaplin, tant director com protagonista de  The Gold Rush, 63 preses d'una escena on el seu personatge menja una bota i va acabar a l'hospital per un xoc d'insulina. Chaplin també feia 342 preses d'una escena a City Lights (1931)
En uns altres casos, són els actors els que provoquen múltiple preses. Una escena de lluita a The Young Master de Jackie Chan era tan intricada que va exigir 329 preses, i la majoria de les pel·lícules de Jackie Chan inclouen el més humorístic dels outtakes, les filmacions durant els crèdits finals. El director Bryan Singer va estar un dia sencer per les gravacions del càsting de The usual Suspects per l'enfrontament amb un policia, i els actors no podien romandre seriosos i continuaven fent malbé les preses i fent ganyotes. Al final, Singer va canviar el seu pla i va fer servir les preses a la pel·lícula per il·lustrar el menyspreu que els criminals tenen per la policia. Durant el rodatge de Some Like It Hot, el director Billy Wilder es desesperava per la incapacitat de Marilyn Monroe de recordar el seu text.

## Música
De manera similar, en el món de la música, una presa es refereix als successius intents d'enregistrar una cançó. La presa musical també està seqüencialment numerada. La necessitat d'obtenir una presa completa i acceptable era especialment important en els anys que van precedir l'enregistrament multi-track i les tècniques de overdubbing.
Les versions diferents de la mateixa cançó d'una sessió d'enregistrament única finalment surten com preses alternatives de l'enregistrament; en efecte, les preses alternatives de cançons enregistrades per The Beatles eren la part del més buscada després dels enregistraments de bootleg de la banda, abans de la seva sortida oficial com a part de  L'Antologia dels Beatles; un cas similar passava amb els enregistraments d'Elvis Presley fins que la seva etiqueta, RCA, va començar a treure preses alternatives el 1974 com Elvis: A Legendary Performer Volume 1.